# Służewiec (stacja kolejowa)
Służewiec – dawna stacja kolejowa, przystanek osobowy i ładownia w Warszawie. Została otwarta w 1898 roku. Funkcjonowała w Piaseczyńskiej Kolei Wąskotorowej na trasie Warszawa Mokotów – Nowe Miasto nad Pilicą.